# Cliffortia eriocephalina
Cliffortia eriocephalina är en rosväxtart som beskrevs av Adelbert von Chamisso. Cliffortia eriocephalina ingår i släktet Cliffortia och familjen rosväxter. Inga underarter finns listade i Catalogue of Life.